# فران فيليز
فران فيليز (بالإسبانية: Francisco Manuel Vélez Jiménez) هو لاعب كرة قدم إسباني في مركز الدفاع، ولد في 23 يونيو 1991 في طركونة في إسبانيا. لعب مع خيمناستيك طركونة ونادي ألميريا ويونيون ديبورتيفا لوغرينييس ونادي الفتح السعودي.

## وصلات خارجية
- فران فيليز على موقع قاعدة بيانات كرة القدم.إي يو (الإنجليزية)
- فران فيليز على موقع Soccerbase.com (لاعب) (الإنجليزية)
- فران فيليز على موقع Soccerway.com (الإنجليزية)
- فران فيليز على موقع AS.com (الإسبانية)